# 黄花蔺
黄花蔺（学名：Limnocharis flava）为黄花蔺属下的一种水生植物，高约50（20英寸），原产于美洲，但后来引入中国南部、印度等亚洲地区，常见于湿地、水稻田中，成为一种入侵植物。

## 扩展阅读
- 維基物種上的相關：黄花蔺